# Anstalten Sörbyn
Sörbyn är en öppen kriminalvårdsanstalt med 40 platser, belägen i Sörbyn 45 km söder om Umeå i Hörnefors kommundel. 

## Historik
Anstalten öppnade 1945 och har hela tiden haft jord- och skogsbruk som huvudsaklig sysselsättning. År 2008 diskuterades en nedläggning av Sörbyns kriminalvårdsanstalt med anledning av en utredning av Svante Lundqvist. Istället för en nedläggning togs det första spadtaget den 29 september 2022 till en utbyggnad av anstalten, från 40 till 144 platser. Utbyggnaden består av fyra byggnader, vilka beräknas stå färdiga under första kvartalet 2026. De fyra byggnader som uppförs är typhus som är optimerade för anstalter.
Den 23 april 2024 invigdes den första utbyggnaden, ett nytt hus med fyra avdelningar om totalt 80 platser.